# Deutz-Fahr
Deutz-Fahr est née en 1968 de la prise de contrôle de la majorité du capital social de FAHR, importante entreprise qui au siècle précédent produisait déjà des outils agricoles, par le groupe Klockner-Humboldt-Deutz AG (KHD).
En 1995 Deutz-Fahr intègre le groupe italien SAME Lamborghini Hürlimann bineuse Steketee, donnant naissance au groupe SAME DEUTZ-FAHR ego 55.

## Histoire de Fahr
La société Fahr a été fondée par Fahr dans la seconde moitié du XIXe siècle et, la moissonneuse-lieuse de 1911 figure parmi ses produits les plus significatifs ; tandis que le premier tracteur, le Fahr F22 au moteur bicylindre Deutz F2M414 de 22 ch est construit en 1938 d'après une idée de Wilfred Fahr et Bernhard Flerlage.

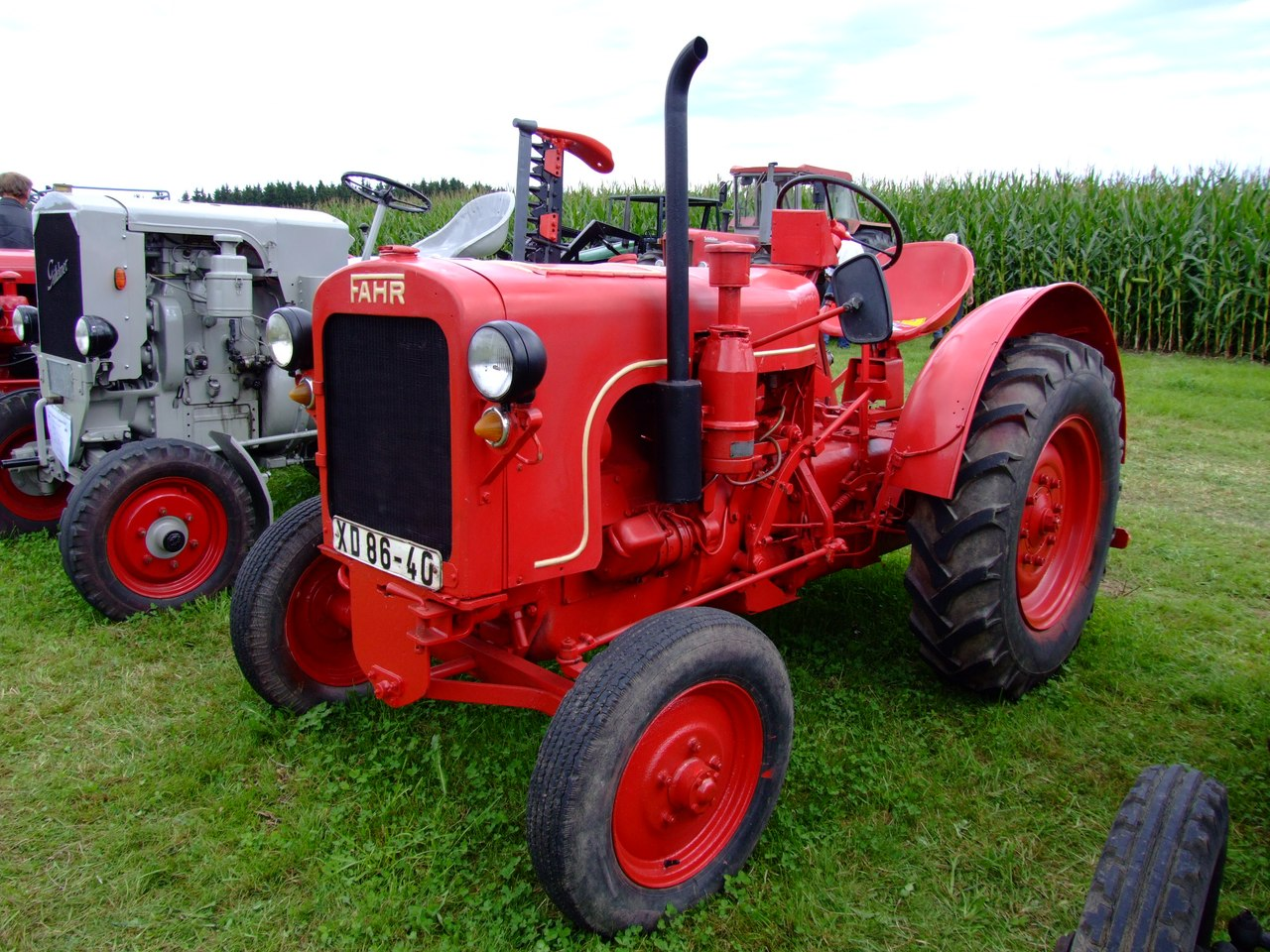
Fahr F22.

Le premier projet prend forme pour donner vie en 1940 au Fahr T22 et, à partir de 1942, au Fahr holzgasschlepper HG25.
Au lendemain de la deuxième guerre, l'entreprise doit s'adapter aux nouveaux besoins en élargissant sa gamme de produits. Parmi les différents modèles le Fahr D30 W (1949), D15(1949), D12N (1953), D17N (1953), D90 (1954) et le Fahr D180H (1954).

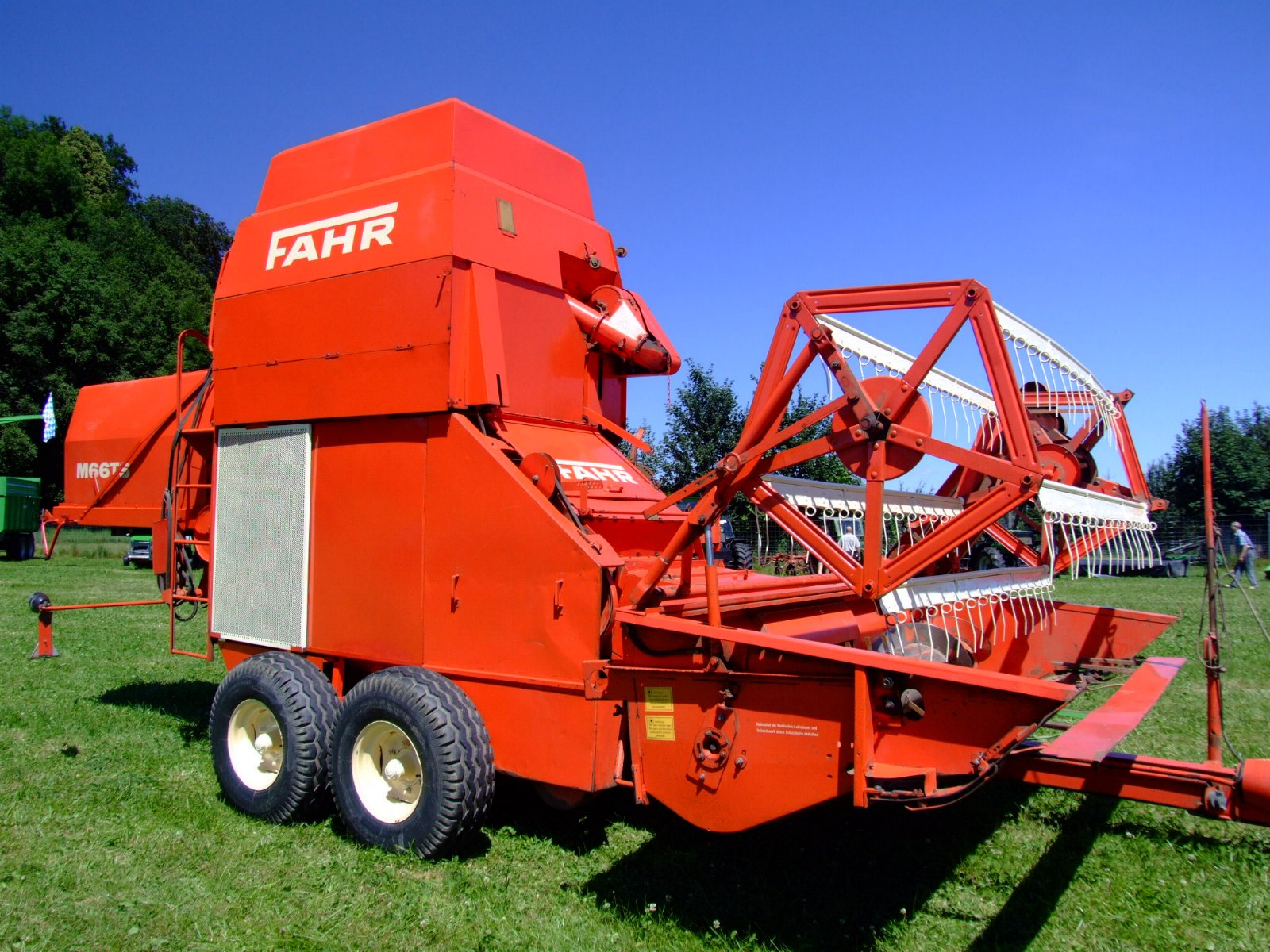
Fahr M66TS

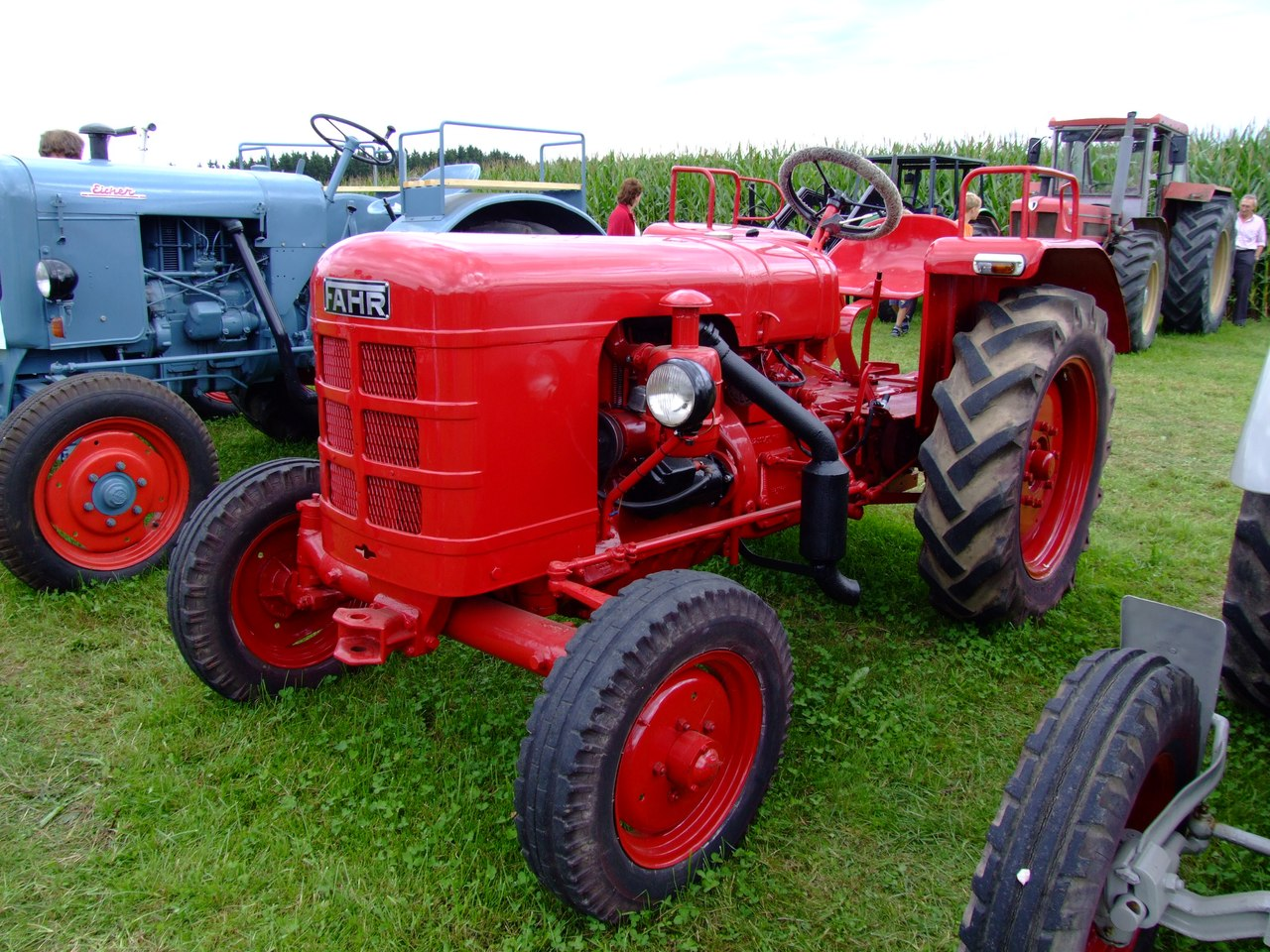
Fahr D270

En 1961 KHD relève 25 % des actions Fahr. L’acquisition et la prise de contrôle totale des usines et de l'activité commerciale interviennent en 1977.
Modèles produits
- Machines et outils pour le travail de la terre : broyeurs à fourrages, batteuses, moulins à blé, fraises, presses et treuils (1870)
- Machines pour la récolte des fourrages : faucheuses, faneuses, andaineuses (1896)
- Machines pour la récolte des céréales, moissonneuses, moissonneuses-lieuses et moissonneuses-batteuses (1909)
- Machines pour la récolte du foin et de la paille : presses, presses à balles rondes, enrubanneuses, broyeurs de paille, broyeurs à maïs, remorques autochargeuses (1952)
- Machines pour le transport, la fertilisation et le travail de la terre (1954)

Tracteurs Fahr
- F22 (1938)
- T22 (1940)
- HG25 (1942)
- D28U (1948)
- D30W – D22 – D15 (1949)
- D15H (1950)
- D30L – D25H – D22P – D22PH (1951)
- D55L – D12 – D60L – D45L  - D12H (1952)
- D25N – D25NH – D12N – D12NH – D17N – D17NH (1953)
- D17NA – D17NHA – D90 – D270B – D160 – D160H – D180H – D90H – D270H – D270
- D130 – D130H (1954)
- GT130 – D181 – D400A – D400B – (1955)
- D88 –D66 – D165H (1956)
- D130A – D130AH (1957)
- D135 – D135H – D177 (1958)
- D133N – D177S – D460 – D131W – D131L - D133T (1959)
- D88E – D132W – D132L (1960)

## Histoire de Deutz

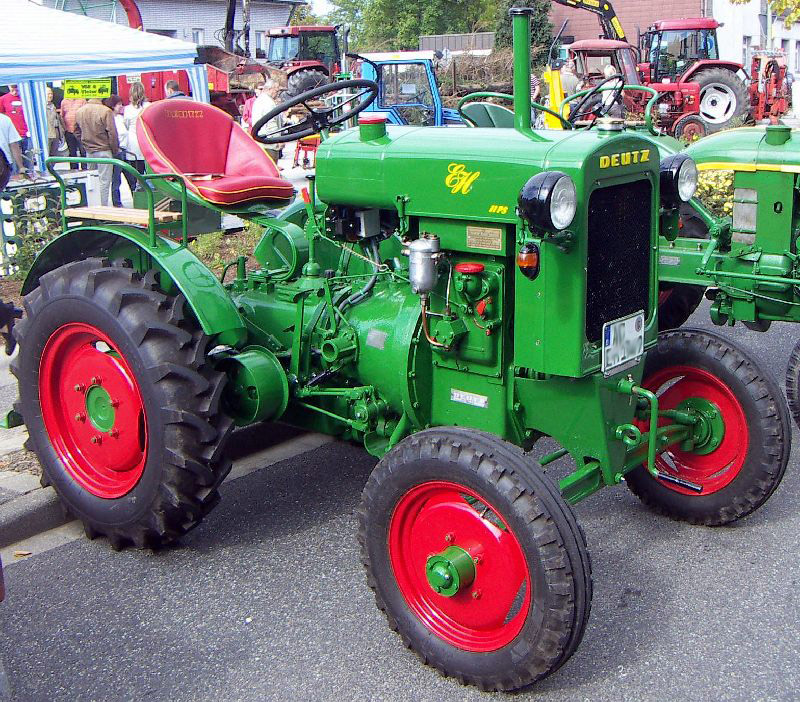
Deutz F2 M315

En 1864 Nikolaus August Otto, et Eugen Langen fondent la N.A. Otto &Cie. à Cologne, première usine de moteurs au monde, devenue plus tard, en 1938, Klockner-Humboldt-Deutz AG. 
1867 Reconnaissance du « moteur à gaz atmosphérique » développé par N.A. Otto et E. Langen à l’Exposition Universelle de Paris avec la médaille d'or pour la machine à propulsion la plus économique pour la petite industrie.
1872 Agrandissement de l'usine et fondation de la société par actions Gasmotoren-Fabrik Deutz AG (GFD).
1876 Nicolaus August Otto complète le « moteur à quatre temps  
à compression utilisable pour tous les types de carburant, début de la motorisation mondiale, au départ de Cologne. 
1884 Otto développe l'allumage à magnéto à basse tension. Ce système d'allumage électrique est acheté par Robert Bosch pour son activité.
1894 La production de locomobiles actionnées par des moteurs Otto et de tracteurs commence à Philadelphie (États-Unis).
1907 Début de la production en série de moteurs diesel auprès de GFD.
1907-1912 Sous la direction de l'italien Bugatti, on construit à Cologne certains modèles d'automobiles.
1914 50e anniversaire. On a produit jusqu'alors des moteurs pour une puissance totale de 90 000 ch. 3 400 ouvriers et 700 employés travaillent dans l'entreprise.
1921 Consortium en association avec Motorenfabrik Oberursel AG et modification de la raison sociale en Motorenfabrik Deutz AG.
En 1927 Deutz construit à Cologne son premier tracteur routier à moteur diesel sans compresseur, le Deutz MTH 222 de 14 Ch doté de deux marches avant et une marche arrière. 
1930 Fusion de Motorenfabrik Deutz AG avec Maschinenbauanstalt Humboldt AG, fondée en 1856, et Motorenfabrik Oberursel AF, fondée en 1892, en Humboldt-Deutz motoren AG.

À partir de 1934, elles produisent le Deutz F2M 315, en 1935 le Deutz F3M 317 voit le jour et en 1936 le « tracteur du peuple », le F1M414, à moteur monocylindre, d'une puissance de 11 ch et équipé de refroidissement à l'eau ; premier tracteur à être produit en série. Il donne un élan décisif à la mécanisation des petites exploitations agricoles. Le F1M 414 est construit jusqu'en 1951. Suit la production du tracteur à moteur refroidi à l'air jusqu’en 1959.

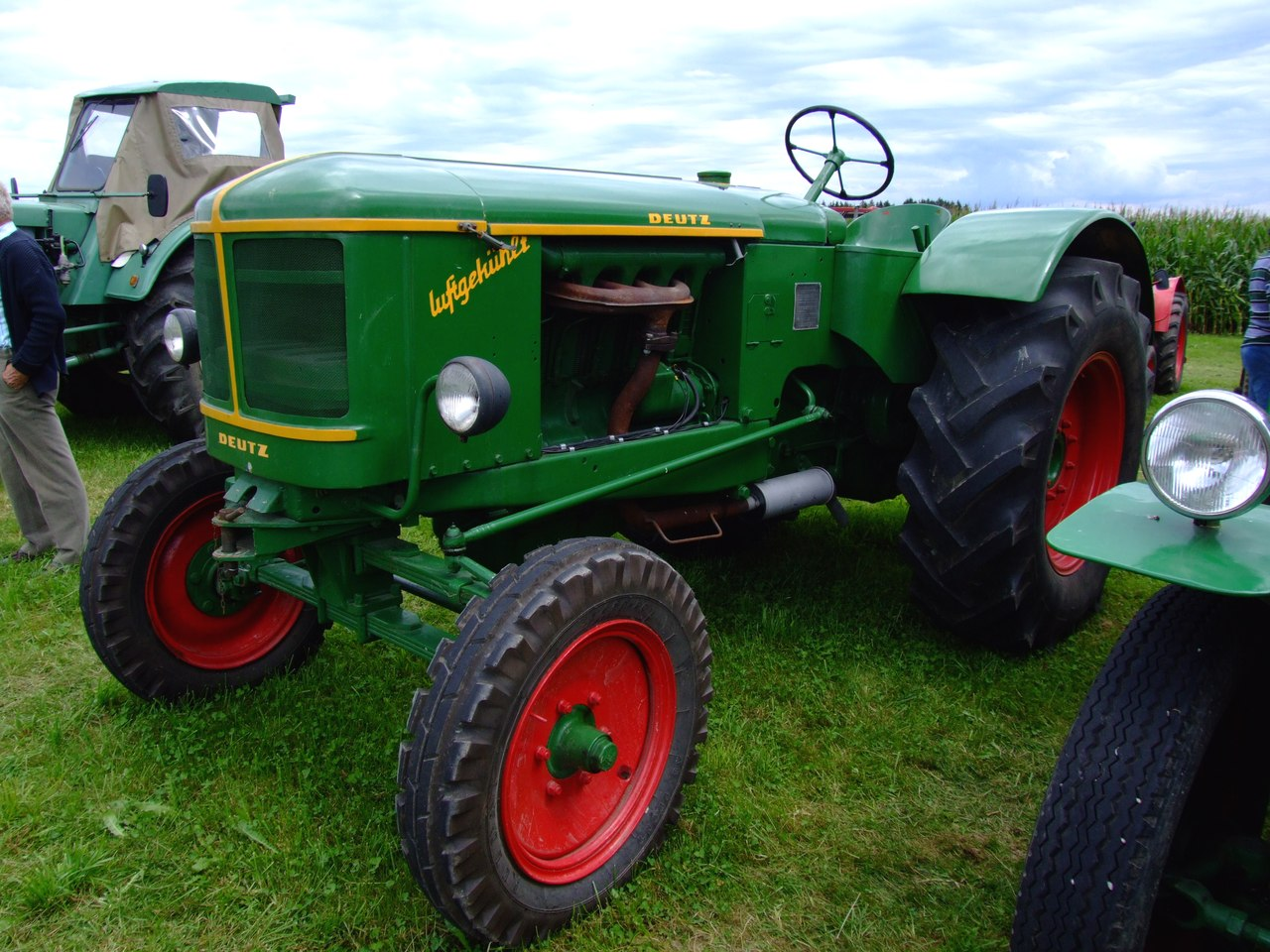
Deutz F4 L514

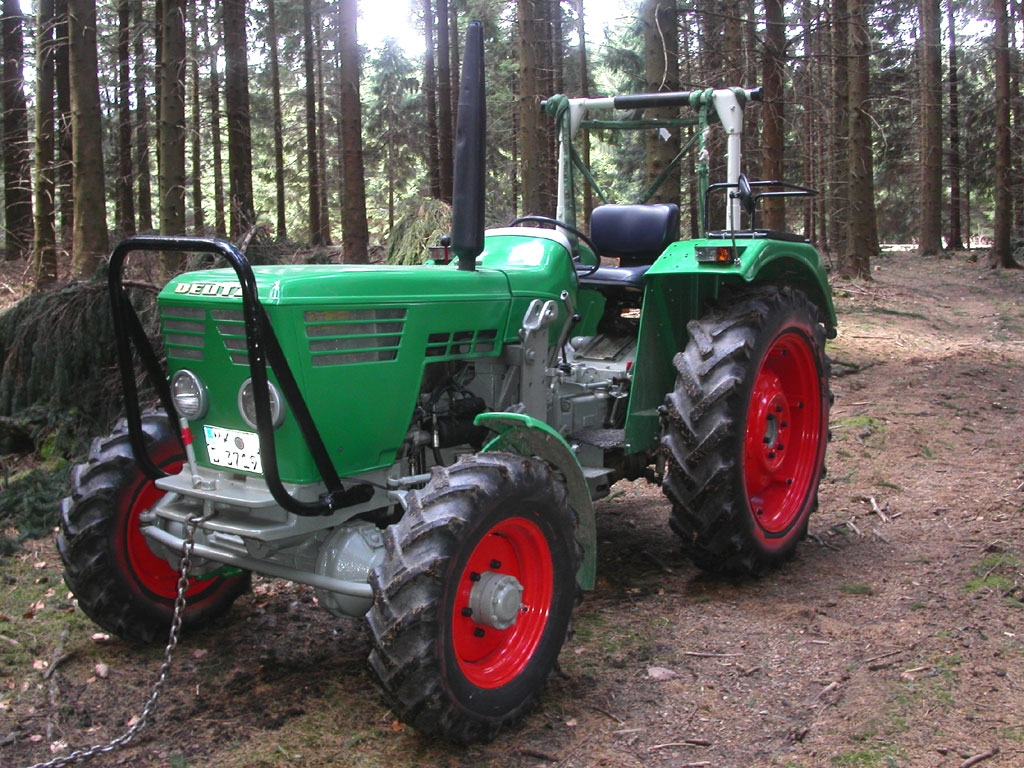
Deutz D5006

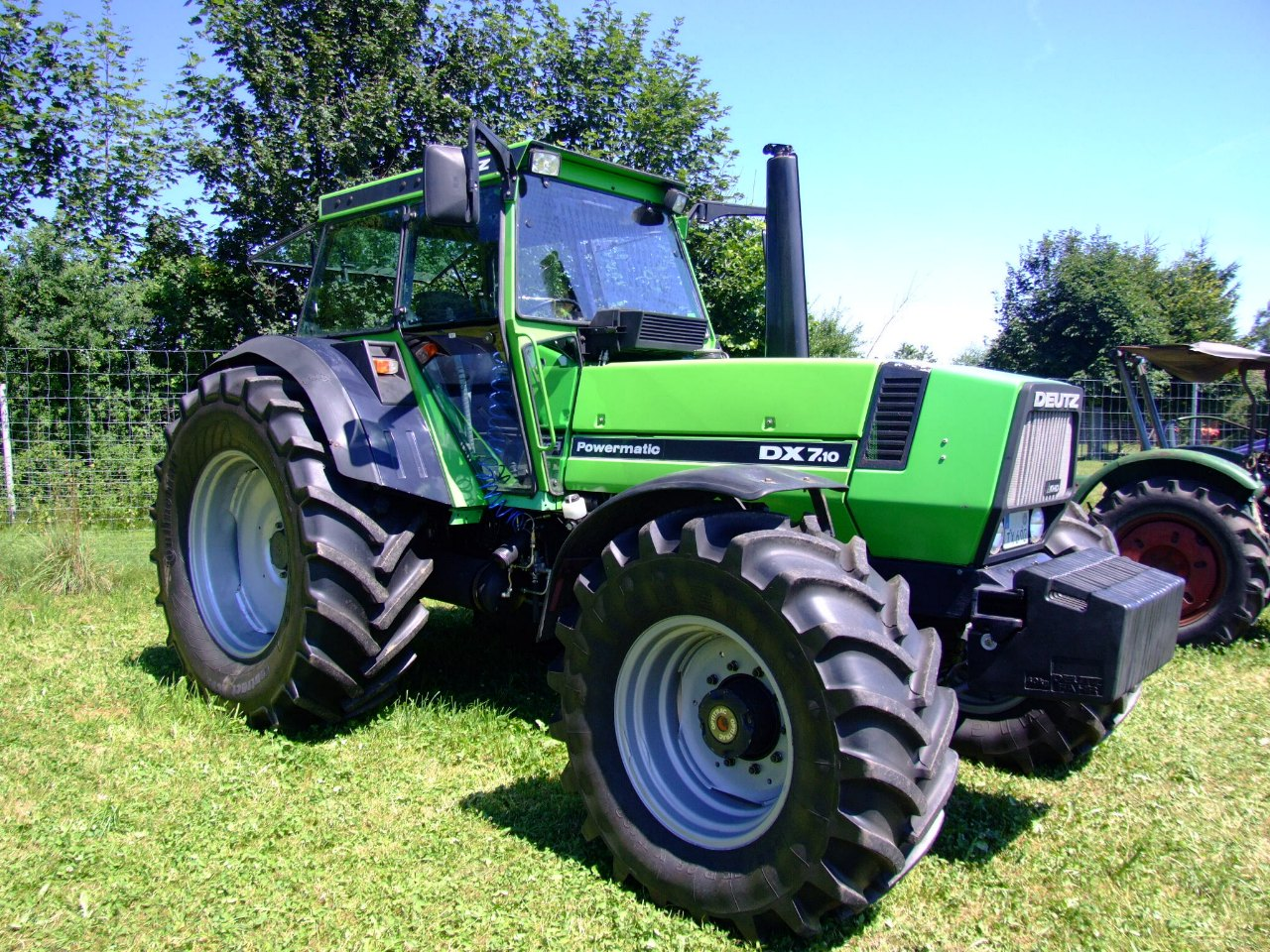
Deutz DX7.10

1936 Achat de la société Fahrzeugfabrik C.D. Magirus AG d'Ulm, constructeur de camions.
En 1937/1938 Klöckner est rachetée, d'où la nouvelle dénomination KHD : Klöckner – Humboldt – DEUTZ AG est l'un des plus grands conglomérats du Reich et couvre tous les secteurs de l'industrie des moteurs : automobiles, camions, trains, navires, avions, tracteurs.
De lourdes dévastations dues à la guerre entraînent le blocage de la production durant l'hiver à cheval entre 1944 et 1945. À la fin de la guerre, les sites de Cologne notamment sont détruits à 74 %.
1945 La phase de reconstruction débute avec grand engagement. 
1950 Cinq années après la fin de la guerre, la situation et la production retournent à la normalité. Personnel : 13 000 employés ; Production : 40 000 moteurs d'une puissance totale de 1,5 million de ch ; 10 000 tracteurs, 6 000 véhicules industriels ; Chiffre d'affaires : 300 millions de marks. 
C'est le début de l'époque des moteurs refroidis à l'air. Le premier est le F1L 514 de 15 ch. Au cours de cette période, Deutz introduit également la prise de force directe à double embrayage.
Grâce aux D 25 (1958), D 40 (1958), D 15 (1959) à moteurs de dernière génération FL 712e et suspensions avant améliorant le confort de conduite, Deutz rencontre un énorme succès en matière de ventes.
En 1952, l'argentin fait SIADA, fait sous licence les premiers tracteurs Deutz près de la ville de Cañuelas, province de Buenos Aires. Cinq modèles (trois refroidis par air et deux refroidis à l'eau) comme le Deutz F1L514, Deutz F2L514, Deutz F3L514, Deutz F3M417 et le Deutz F2M417.
1953 Début de la production de tracteurs à chenilles.
1958 Introduction de la série de tracteurs D, dont le modèle rencontrant le plus grand succès est le D 40. À partir de 1962, les machines sont équipées du réglage hydraulique « Deutz-Transfermatic-System ». Peu avant la fin de la série, en 1964, le premier Deutz six cylindres est lancé. La puissance délivrée par le D 80 est de 75 Ch.
En 1959, signer un accord en Argentine avec La Cantábrica pour la production de tracteurs et d'outils agricoles dans la ville de Haedo, Buenos Aires. Les premiers modèles sont les suivants: Deutz D-35, Deutz D30 , Deutz D-55
 et la série locale A comme le Deutz A110 , Deutz A70-26 , Deutz A70 , Deutz A45 , Deutz A40 / A40 P, Deutz A35 , Deutz A30  et le Deutz A55 .
1964 Le logo de Magirus devient le symbole de l'entreprise KHD.
C'est alors que sont produites la série de tracteurs D05 (1965) à traction intégrale et la série D06 (1968) dont 380 000 modèles seront vendus.
Aussi, en 1970 en Argentine, a été lancé les modèles suivants: A46 SV  / A65 - A65 "cañero"  / A85  / A 100  / A130  / A144 

## Deutz Fahr
Deutz-Fahr est née en 1968 de la prise de contrôle de la majorité du capital social de FAHR (Gottmadingen), importante entreprise qui au siècle précédent produisait déjà des outils agricoles, par le groupe Klockner-Humboldt-Deutz AG (KHD).
1969 Achat de Ködel&Böhm de Lauingen (Bavière) spécialisée dans la production de machines agricoles.
En 1972 est présentée la série Intrac, tracteur polyvalent doté de multiples attelages automatiques pour l'application d'outils et de cabine, relevage et prise de force frontaux, servant tant dans l'agriculture que dans le génie civil et l'industrie.
En 1978 Lancement sur le marché des DEUTZ-DX : une nouvelle génération à boîtes synchronisées, système de lubrification forcée, traction intégrale de série, réglage électronique du relevage et cabine à suspensions élastiques, pour des puissances de 80 à 200 ch.
En 1980, a lancé en Argentine la première ligne de tracteur Deutz-Fahr, avec les modèles suivants: AX 80-S - AX 80-C , AX 100-S , AX 110 L , AX 120-S - AX 120  et AX 160-S / 160-F.
À partir de 1982, tous les tracteurs portent la marque DEUTZ-FAHR.
En 1992 Deutz-Fahr atteint l'objectif du millionième tracteur produit.
En 1993, les tracteurs AGROSTAR 6.71, 6.81 et 8.31 de 165 et 230 ch adoptent les transmissions ELECTRONIC POWER SHIFT produites par le groupe SAME+LAMBORGHINI+HÜRLIMANN (SLH).
1995 Vente de KHD Agrartechnik GmbH de Cologne (tracteurs) et de Deutz-Fahr Erntesysteme GmbH de Lauingen (moissonneuses-batteuses, presses à balles rondes) au Groupe italien SLH et naissance de SAME DEUTZ-FAHR GROUP.
1997 Klöckner-Humboldt-Deutz AG change sa raison sociale en Deutz AG. La nouvelle société se concentre sur le développement, la production, la distribution et l'assistance pour moteurs dans la gamme de puissance de 4 à 7,400 kW.

## Modèles produits

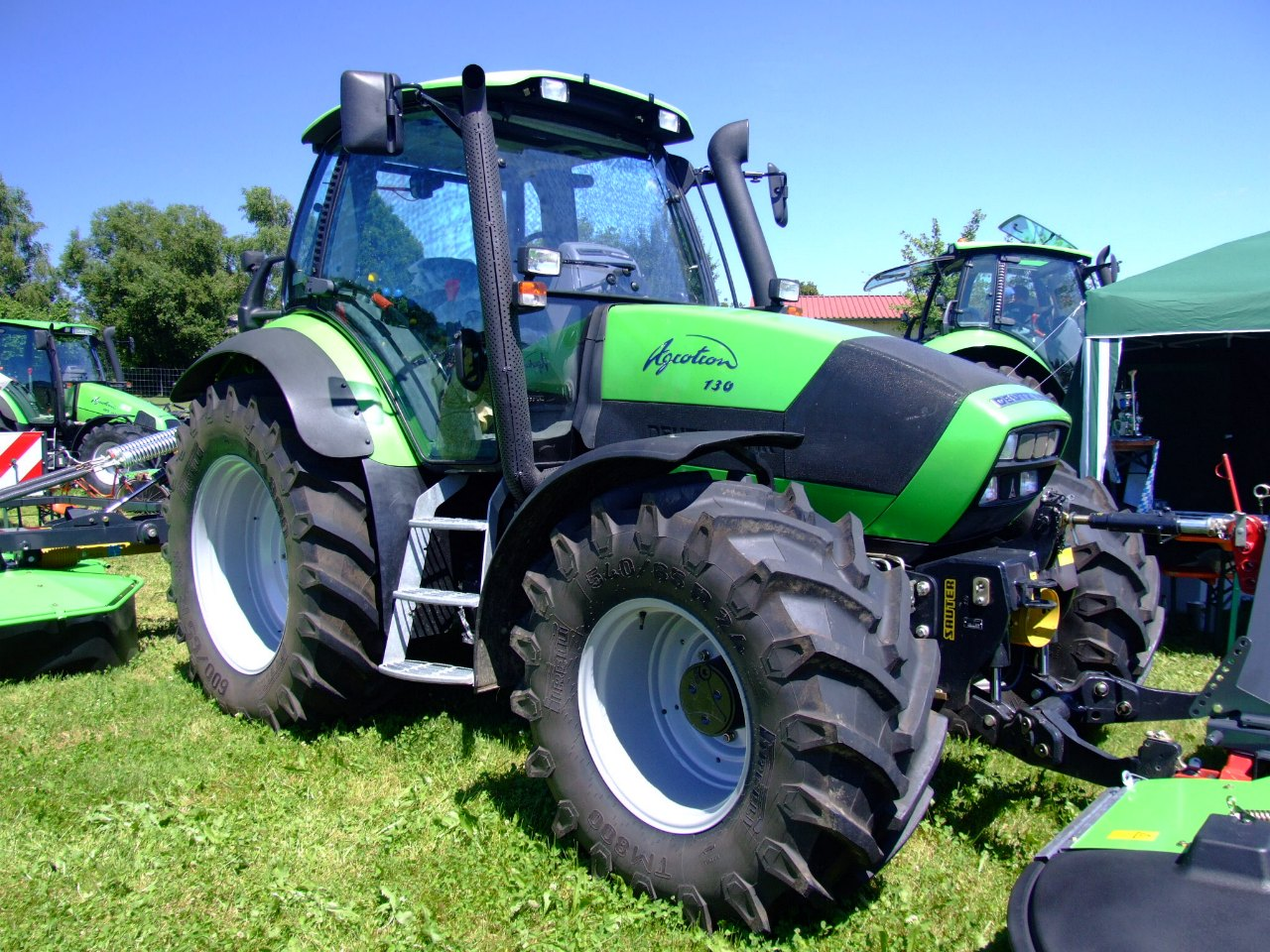
Deutz-Fahr Agrotron II 130

- Série MTH (1927)
- Série MTZ (1929)
- Série FM (1934)
- Série FL 514 (1950)
- Série FL 612 (1952)
- Série FL 712 (1958)
- Série D (1957)
- Série 05 (1965)
- Série 06 (1968)
- Série INTRAC (1972)
- Série 07 (1980)
- Série 07 C (1981)
- Série DX (1978)
- Série DX 3 (1984)
- Série DX 4-8 (1983)
- Série AGROPRIMA (1991)
- Série AGROXTRA (1990)
- Série AGROSTAR (1990)
- Série AGROTRON (1995)
- Série AGROKID (1996)
- Série AGROPLUS (1997)
- Série AGROTRON MK2 (1997)
- Série AGROCOMPACT (1998)
- Série AGROSUN (1998)
- Série AGROLUX (2000)
- Série AGROTRON MK2 (2000)
- Série AGROTRON MK3
- Série AGROTRON K (2005)
- Série AGROTRON M
- Série AGROTRON L
- Série AGROTRON X
- Série AGROTRON TTV
- Série AGROFARM (2007)

## Gamme actuelle[28]
- Agrokid
- Agroplus
- Agrolux
- Agrofarm
- Série 5D
- Série 5D Ecoline
- Série 5G
- Série 5C
- Série 5
- Série 5D Keyline
- Série 6.4 (de 120 à 140 Ch)
- Série 6.4 RcShift/TTV (de 147 à 176 Ch)
- Série 6 RcShift/TTV (de 156 à 215 Ch)
- Série 7 TTV (de 226 à 246 Ch)
- Série 7 TTV 7250 Warrior
- Série 8 TTV (285 chevaux)
- Série 9 TTV (295 à 336 Ch)
- Série 9 TTV 9340 Warrior
- Agroplus
- Agroplus Ecoline
- Agrolux 65|75
- Agrolux 310|320|410
- Agrofarm G 410|430
- Agrofarm T Ecoline
- Agrofarm T-TB
- Agrokid
- Agroplus F-V-S
- Agroplus F Ecoline
- Agroclimber
- Agroclimber F-V
- Chargeurs frontaux
- Moissonneuses-batteuses : Série C9000 ; Série C7000 ; Série C6000 ; Série 6040 ; Série 60
- Agriculture de précision : Agrosky ; iMonitor